# Катерина Георгиевска
Катерина Георгиевска (на македонска литературна норма: Катерина Георгиевска) е северномакедонска съдийка.

## Биография
Родена е в столицата на Народна република Македония Скопие. Завършва право в Юридическия факултет на Скопския университет в 1986 година и полага съдийски изпит в 1988 година. В 2004 година е избрана за съдийка в Основен съд Скопие I, където постъпва в отдела за граждански спорове, а след реформите в 2007 година е разпределена в отдела за имотни правни спорове на Основен съд Скопие II. След това в 2013 година е избрана за съдийка в Апелативния съд, където постъпва в гражданския отдел, на който става председателка. В 2023 година е избрана за съдийка във Върховния съд на Северна Македония.